# Ernst Otto von Linsingen
Ernst Otto von Linsingen (* 8. März 1834 in Gifhorn; † 14. Dezember 1920 in Uelzen) war ein deutscher Jurist aus dem Adelsgeschlecht Linsingen und Bürgermeister von Uelzen.
Ernst Otto von Linsingen war der Sohn von Karl August von Linsingen und dessen erster Ehefrau Bertha Wilhelmine von Gruben. Da die Mutter kurz nach der Geburt starb, wurde er zunächst von seinem Großvater Ernst von Linsingen erzogen, bis der Vater in zweiter Ehe heiratete. Er erhielt zunächst Hausunterricht und besuchte dann die Klosterschule in Alfeld am Harz. Ab 1852 studierte er an der Universität Göttingen Theologie.
Am 7. Dezember 1856 trat er in den hannoverschen Staatsdienst. Er wurde Auditor und nachher Assessor in verschiedenen Behörden des Königreichs. Dies waren die Amtsgerichte Burgdorf und Winsen (Luhe), die Ämtern Springe, Bruchhausen und Herzberg und die Landdrosteien (heute Regierungen) Osnabrück und Aurich. Ab 1868 war er zweiter Beamter der Kreishauptmannschaft Oldenstadt. Am 25. Januar 1869 wurde er als Bürgermeister von Uelzen gewählt und blieb 41 Jahre in diesem Amt. Daneben war er Kreistagsabgeordneter, Kreisausschussmitglied und erster Kreisdeputierter. Er wurde in den Provinziallandtag der Provinz Hannover und als Mitglied des Bezirks- und Provinzialausschusses gewählt. 1904 erhielt er den Charakter als Geheimer Regierungsrat. Er wurde Ehrenbürger von Uelzen, die Stadt benannte auch eine Straße nach ihm.
Er war verheiratet und hatte drei Kinder.

## Schriften
- Ostfrieslands politischer Charakter historisch beleuchtet. Berlin 1867. (Buch des Monats in der Landschaftsbibliothek Aurich)